# Taraxacum revalense
Taraxacum revalense — вид квіткових рослин з родини айстрових (Asteraceae). Вид зростає в Європі: Естонія, Фінляндія, північноєвропейська Росія, Польща, Швеція; це багаторічна рослина помірних біомів.